# أجوستين كويبا
أجوستين كويبا دافيلا (بالإسبانية: Agustín Cueva)‏ أجوستين كويبا (ايبارا، 1937-1992) هو عالم اجتماع وناقد أدبي أكوادوري.

## السيرة الذاتية
غامر في نظرية التبعية وكان في مركز العديد من الخلافات السياسية سواء في بلده أو أمريكا اللاتينية بشكل عام. حصل علي جائزة المقال التحريري للقرن 21 عن عمله «تطور الرأسمالية في أمريكا اللاتينية». وعلاوة على ذلك قام بكتابة العديد من المقالات حول القضايا الاجتماعية والسياسية والثقافية للقارة، كويبا كان أستاذا في الجامعة المركزية في الإكوادور و رئيس الرابطة الأمريكية اللاتينية لعلم الاجتماع و رئيس قسم الدراسات العليا لكلية العلوم السياسية والاجتماعية في الجامعة الوطنية المستقلة في المكسيك. توفي بسبب السرطان، في الإكوادور في الأول من مايو عام 1992.

## أعماله
- بين الغضب والأمل 1967.
- دراستان أدبيتان 1968.
- الأدب الأكوادوري 1968.
- عملية الهيمنة السياسية في الإكوادور 1972.
- تطور الرأسمالية في أمريكا اللاتينية 1977.
- النظرية الاجتماعية والعمليات السياسية في أمريكا اللاتينية 1979.
- القراءات والتصدعات 1986.
- النظرية الماركسية 1987.
- أوقات المحافظين. أمريكا اللاتينية واليمينية في الغرب -مترجم- 1987.
- الديمقراطية مقيدة في أمريكا اللاتينية على حدود التسعينات 1989.
- الأدب والوعي التاريخي في أمريكا اللاتينية 1994.